# Castiglion Fibocchi
Castiglion Fibocchi is een gemeente in de Italiaanse provincie Arezzo (regio Toscane) en telt 2080 inwoners (31-12-2004). De oppervlakte bedraagt 25,7 km², de bevolkingsdichtheid is 81 inwoners per km². Het ligt ongeveer 50 kilometer ten zuidoosten van Florence (stad) en 12 kilometer ten noordwesten van Arezzo.
De volgende frazioni (gehucht) maken deel uit van de gemeente: Gello Biscardo.

## Geschiedenis
Castiglion Fibocchi ligt op de laatste uitlopers van het Pratomagno-massief, dat afloopt naar de vlakte van Arezzo, langs de oude Via Clodia (of Cassia Vetus). Op het gemeentelijk grondgebied, dat al in de late republikeinse periode (eerste eeuw v.Chr.) werd bewoond, bevond zich rond het jaar 1000 het kasteel van de graven Guidi, dat de weg bewaakte die de Valdarno met Casentino verbond. In 1385, na de overwinning van Florence op Arezzo, viel ook Castiglion Fibocchi onder het bewind van de Republiek Florence.

## Demografie
Castiglion Fibocchi telt ongeveer 779 huishoudens. Het aantal inwoners steeg in de periode 1991-2001 met 14,7% volgens cijfers uit de tienjaarlijkse volkstellingen van ISTAT.
| Jaar | Inwoneraantal |
| ---- | ------------- |
| 1991 | 1731          |
| 2001 | 1985          |

## Geografie
De gemeente ligt op ongeveer 300 m boven zeeniveau. De stortbeek Bregine, die in de Arno uitmondt loopt 7 km (totale lengte 11 km) op het grondgebied van de gemeente.
Castiglion Fibocchi grenst aan de volgende gemeenten: Arezzo, Capolona, Laterina, Loro Ciuffenna, Talla en Terranuova Bracciolini.

## Galerij

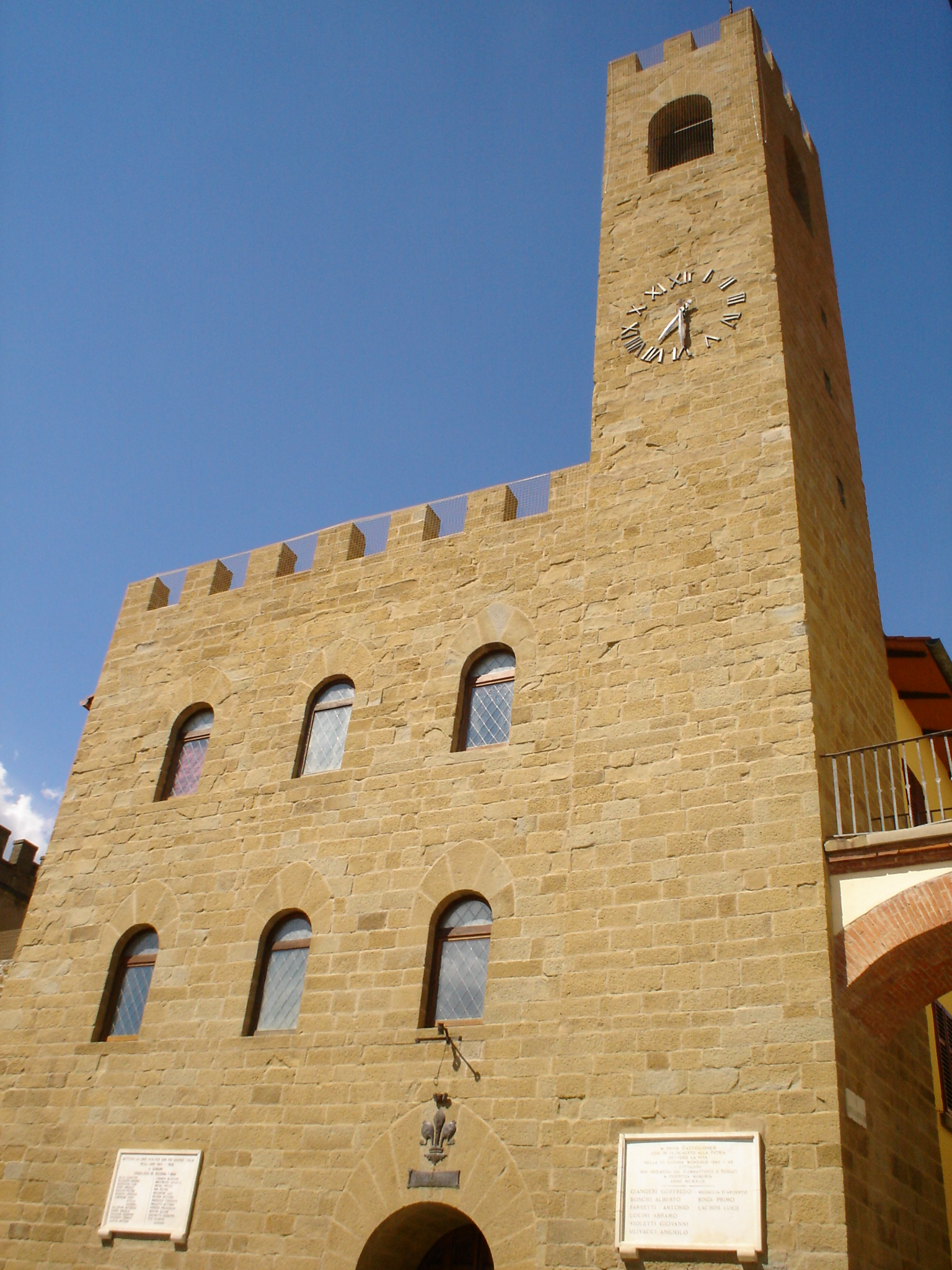
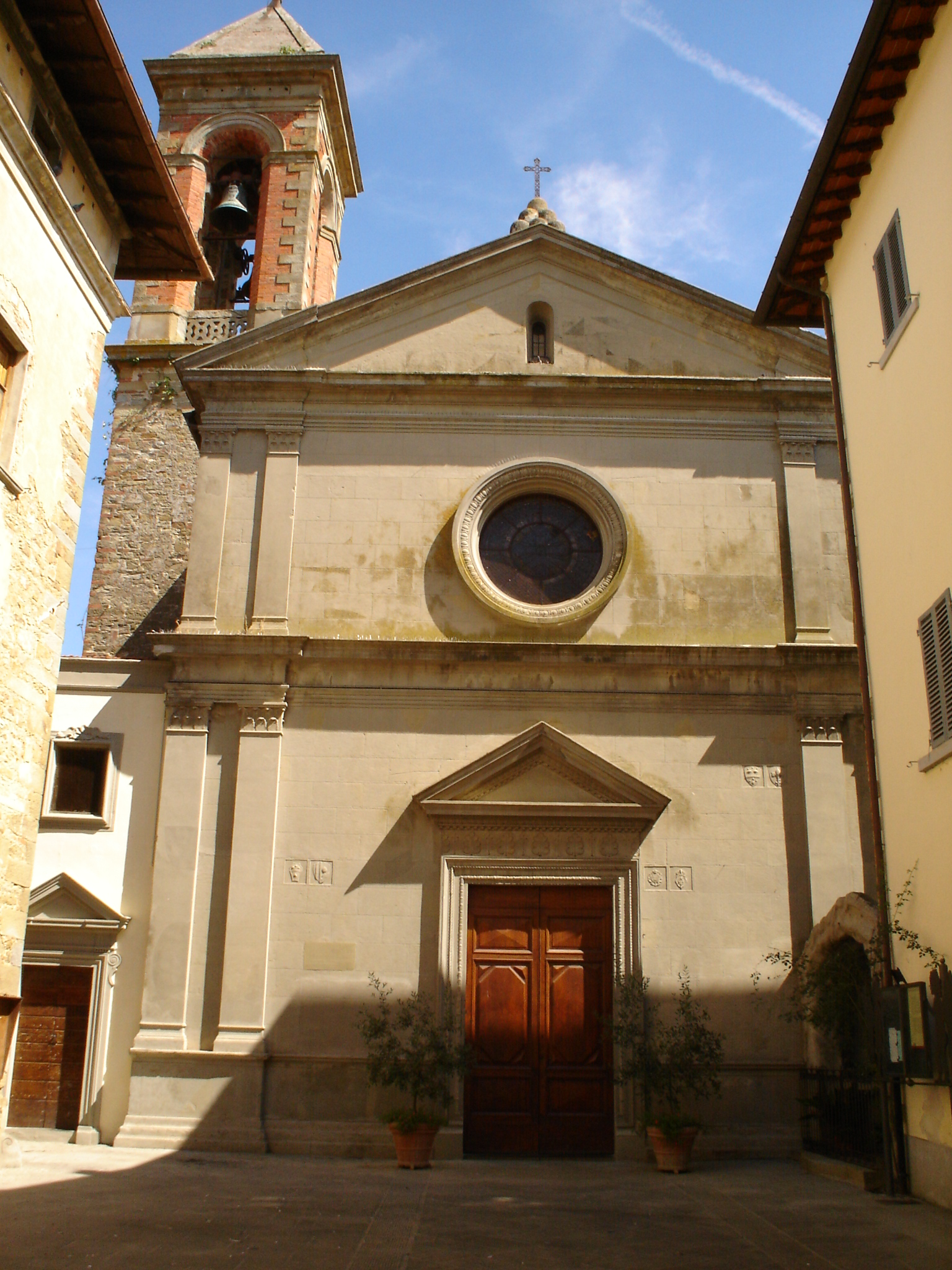

Anghiari · Arezzo · Badia Tedalda · Bibbiena · Bucine · Capolona · Caprese Michelangelo · Castel Focognano · Castel San Niccolò · Castelfranco Piandiscò · Castiglion Fibocchi · Castiglion Fiorentino · Cavriglia · Chitignano · Chiusi della Verna · Civitella in Val di Chiana · Cortona · Foiano della Chiana · Laterina · Loro Ciuffenna · Lucignano · Marciano della Chiana · Monte San Savino · Montemignaio · Monterchi · Montevarchi · Ortignano Raggiolo · Pergine Valdarno · Pieve Santo Stefano · Poppi · Pratovecchio Stia · San Giovanni Valdarno · Sansepolcro · Sestino · Subbiano · Talla · Terranuova Bracciolini
1. ↑  https://demo.istat.it/?l=it.